# XBIZ Award for Female Performer of the Year
L'XBIZ Award for Female Performer of the Year è un premio pornografico assegnato all'attrice votata come migliore dalla XBIZ, l'ente che assegna gli XBIZ Awards, riconosciuti tra i premi più importanti del settore.
Come per gli altri premi, viene assegnato nel corso di una cerimonia che si svolge a Los Angeles, solitamente nel mese di gennaio, dal 2008.

## Vincitrici e candidate

### Anni 2000
| Anno            | 2008 | 2009 |
| --------------- | --- | --- |
| Vincitrice      | Eva Angelina | Jenna Haze |
| Altre candidate | Joanna Angel Belladonna Courtney Cummz Stormy Daniels Jessica Drake Penny Flame Carmen Hart Jesse Jane Sunny Lane Brianna Love Carmen Luvana Gianna Michaels Memphis Monroe Tera Patrick | Belladonna Ashlynn Brooke Dana DeArmond Jessica Drake Sasha Grey Jenny Hendrix Jesse Jane Kayden Kross Sunny Lane Gianna Michaels Adrianna Nicole Bobbi Starr Shyla Stylez Alexis Texas |

### Anni 2010
| Anno            | 2010 | 2011 | 2012 | 2013 | 2014 | 2015 | 2016 | 2017 | 2018 | 2019 |
| --------------- | --- | --- | --- | --- | --- | --- | --- | --- | --- | --- |
| Vincitrice      | Tori Black | Andy San Dimas | Asa Akira | Brooklyn Lee | Riley Reid | Anikka Albrite | Dani Daniels | Katrina Jade | Romi Rain | Abigail Mac |
| Altre candidate | Julia Ann Lisa Ann Lexi Belle Nikki Benz Ashlynn Brooke Charley Chase Dana DeArmond Kelly Divine Jessica Drake Sasha Grey Jenna Haze Jesse Jane Phoenix Marie Bree Olson Kristina Rose Bobbi Starr Shyla Stylez Alexis Texas Angelina Valentine | Asa Akira Monique Alexander Lexi Belle Breanne Benson Tori Black Lupe Fuentes Jenna Haze Jesse Jane Sindee Jennings Kagney Linn Karter Kayden Kross Madelyn Marie Bree Olson Kristina Rose Bobbi Starr Riley Steele Misty Stone Alexis Texas Angelina Valentine | Vicki Chase Jessica Drake Gracie Glam Jesse Jane Kagney Linn Karter Kayden Kross Lily LaBeau Chanel Preston Kristina Rose Andy San Dimas Bobbi Starr Riley Steele Misty Stone Alexis Texas | Asa Akira Jessie Andrews Nicole Aniston Lexi Belle Lily Carter Skin Diamond Gracie Glam Kagney Linn Karter Kayden Kross Lily LaBeau Chanel Preston Tasha Reign Kristina Rose Samantha Saint Alexis Texas | Asa Akira Anikka Albrite Lisa Ann Lexi Belle Skin Diamond Jessica Drake Alexis Ford Jesse Jane Remy LaCroix Maddy O'Reilly Chanel Preston Tasha Reign Bonnie Rotten Alexis Texas | Asa Akira Nikki Benz Adriana Chechik Dani Daniels Skin Diamond Aaliyah Love Maddy O'Reilly Chanel Preston Romi Rain Riley Reid Jessa Rhodes Veronica Rodriguez Bonnie Rotten Jada Stevens | Anikka Albrite August Ames A.J. Applegate Casey Calvert Adriana Chechik Carter Cruise Aidra Fox Keisha Grey Karla Kush Sara Luvv Chanel Preston Romi Rain Riley Reid Jodi Taylor | Anikka Albrite August Ames A.J. Applegate Adriana Chechik Abella Danger Dani Daniels Keisha Grey Elsa Jean Cassidy Klein Eva Lovia Sara Luvv Megan Rain Romi Rain Riley Reid | Abella Danger Abigail Mac Adriana Chechik A.J. Applegate Angela White Anya Olsen Ariana Marie Elsa Jean Eva Lovia Jessa Rhodes Katrina Jade Keisha Grey Lana Rhoades Riley Reid | Tori Black Adriana Chechik Abella Danger Honey Gold Katrina Jade Elsa Jean Romi Rain Riley Reid Lana Rhoades Kristen Scott Kissa Sins Gina Valentina Angela White Whitney Wright |

### Anni 2020
| Anno            | 2020 | 2021 | 2022 | 2023 | 2024 | 2025 |
| --------------- | --- | --- | --- | --- | --- | --- |
| Vincitrice      | Angela White | Emily Willis | Emily Willis | Vanna Bardot | Vanna Bardot | Anna Claire Clouds |
| Altre candidate | Abella Danger Abigail Mac Adriana Chechik Avi Love Emily Willis Gina Valentina Jane Wilde Karma Rx Katrina Jade Kenna James Kristen Scott Riley Reid Romi Rain Whitney Wright | Abella Danger Abigail Mac Adriana Chechik Alina Lopez Ana Foxxx Angela White Avi Love Elsa Jean Gianna Dior Jane Wilde Karma Rx Kira Noir Maitland Ward Naomi Swann Romi Rain | Vanna Bardot Lulu Chu Abella Danger Gia Derza Gianna Dior Emma Hix Lily Larimar Lacy Lennon Scarlit Scandal Vina Sky Alexis Tae Angela White Jane Wilde Whitney Wright | Kenzie Anne Lulu Chu Anna Claire Clouds Gianna Dior Kenna James Maddy May April Olsen Vina Sky Charly Summer Alexis Tae Angela White Jane Wilde Emily Willis Maya Woulfe | Lilly Bell Blake Blossom Lulu Chu Anne Claire Clouds Gianna Dior Nicole Doshi Maddy May Violet Myers Kira Noir April Olsen Alexis Tae Angela White Jennifer White Jane Wilde | Vanna Bardot Lilly Bell Blake Blossom Jewelz Blu Chanel Camryn Lulu Chu Nicole Doshi Cherry Kiss Lily Lou Kira Noir Ryan Reid Willow Ryder Jennifer White Angela White |